# John Boyega
John Adedayo Bamidele Adegboyega (ur. 17 marca 1992 w Londynie) – brytyjski aktor filmowy i telewizyjny. Laureat Złotego Globu za najlepszą drugoplanową rolę męską w serialu Mały topór (2020). Wcielał się też w rolę Finna w filmach z serii Gwiezdne wojny.

## Życiorys
Urodził się 17 marca 1992 roku w Peckham w Londynie, w rodzinie imigrantów z Nigerii, jako syn zielonoświątkowego pastora. Grał w przedstawieniach szkolnych od najmłodszych lat, w teatrach młodzieżowych występował jako nastolatek.
W 2011 w swoim debiucie filmowym zagrał główną rolę w filmie Atak na dzielnicę, za którą otrzymał Czarną Szpulę dla najlepszego aktora. W 2013 wystąpił w filmie Połówka żółtego słońca na podstawie książki Chimamandy Ngozi Adichie pod tym samym tytułem.
W 2015 wystąpił jako jeden z głównych bohaterów w siódmej części Gwiezdnych wojen – filmie J.J. Abramsa Gwiezdne wojny: Przebudzenie Mocy, w którym wcielił się w rolę Finna.
W 2022 zagrał główną rolę weterana piechoty morskiej w filmie 892, dramacie kryminalnym opartym na faktach. 

## Filmografia

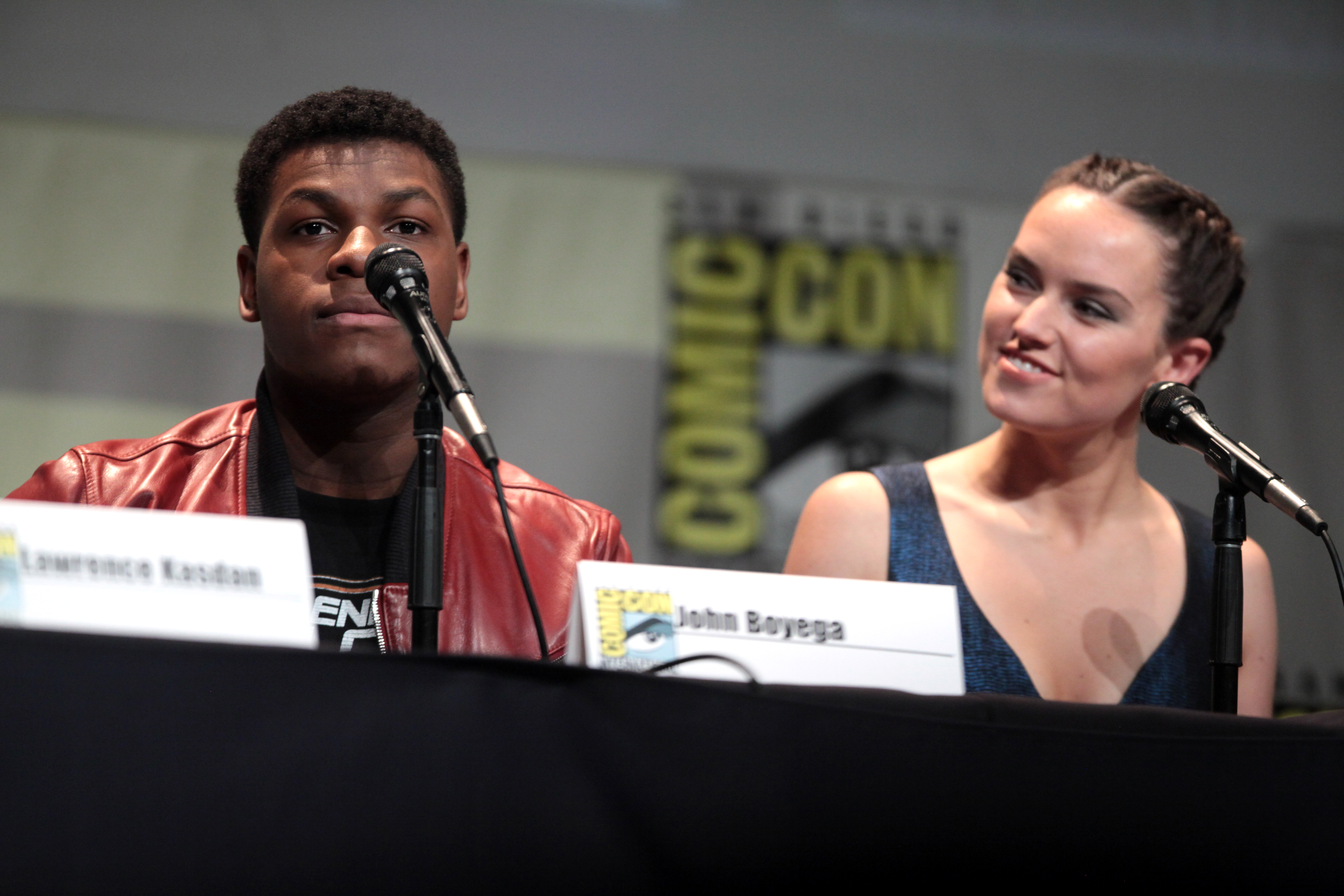
John Boyega i Daisy Ridley (2015)

### Filmy
- 2011: Atak na dzielnicę (Attack the Block) jako Moses
- 2011: Junkhearts jako Jamal
- 2012: My Murder jako Shakilus Townsend
- 2013: The Whale jako William Bond
- 2013: Połówka żółtego słońca (Half of a Yellow Sun) jako Ugwu
- 2014: Sny o Imperium (Imperial Dreams) jako Bambi
- 2015: Gwiezdne wojny: Przebudzenie Mocy jako Finn
- 2017: The Circle. Krąg (The Circle) jako Ty
- 2017: Gwiezdne wojny: Ostatni Jedi jako Finn
- 2017: Detroit jako Dismukes
- 2018: Pacific Rim: Rebelia jako Jake Pentecost
- 2019: Gwiezdne wojny: Skywalker. Odrodzenie jako Finn
- 2022: Królowa wojownik (The Woman King) jako król Ghezo
- 2022: 892 (Breaking) jako Brian Brown-Easley
- 2023: Sklonowali Tyrone’a (They Cloned Tyrone) jako Fontaine

### Seriale telewizyjne
- 2014: 24: Jeszcze jeden dzień jako Chris Tanner
- 2020: Mały topór (Small Axe) jako Leroy Logan